# Raión de Bychov
Bychov (en bielorruso: Быхаўскі раён) es un raión o distrito de Bielorrusia, en la provincia (óblast) de Maguilov. 
Comprende una superficie de 2254 km².

## Demografía
Según estimación 2010 contaba con una población total de 35148 habitantes.